# VM i fodbold 2027 (kvinder)
|  | Denne artikel indeholder information om en fremtidig sportsbegivenhed Der kan forekomme spekulativ information, og indholdet kan ændres dramatisk når arrangementet nærmer sig og mere information bliver tilgængelig. |

VM i fodbold 2027 for kvinder er planlagt til at være den tiende udgave af VM i fodbold, der konkurreres af landsholdene i FIFAs medlemsforeninger. Slutrunden skal afholdes i Brasilien.
Turneringen vil involvere 32 landshold, inklusive værtsnationen, efter FIFA annoncerede udvidelsen af turneringen i juli 2019.

## Værtsvalg
Fire bud blev bekræftet af FIFA den 24. april 2023 for at have udtrykt deres interesse i at være vært for VM i fodbold for kvinder 2027:
- Belgien,  Tyskland og  Holland
- Sydafrika
- Brasilien
- Mexico og  USA
- Englandog Skabelon:Lande data UNK  IRL  ESP